# 知念優来
知念 優来（ちねん ゆら、2002年12月27日 - ）は、ジャパンラグビーリーグワンのレッドハリケーンズ大阪に所属しているラグビーユニオン選手。

## 略歴
常翔学園高等学校（大阪府大阪市）から、2021年に帝京大学へ入る。
大学3年時（2023年度）から関東大学対抗戦に出場。大学選手権の決勝では先発出場して、帝京大学ラグビー部は3連覇となる。
2025年1月、第61全国大学ラグビーフットボール選手権大会の準決勝と決勝でトライをあげ、4連覇を果たした。
2025年2月3日、ジャパンラグビーリーグワンのレッドハリケーンズ大阪へ、アーリーエントリーでの加入を発表した。同年3月、帝京大学卒業。